# Choeroniscus
Choeroniscus là một chi động vật có vú trong họ Dơi mũi lá, bộ Dơi. Chi này được Thomas miêu tả năm 1928. Loài điển hình của chi này là Choeronycteris minor Peters, 1868.

## Các loài
Chi này gồm các loài: